# Fiobbio
Fiobbio [ˈfjɔbːjo] (Fiòbe [ˈfjɔbɛ] in dialetto bergamasco) è una frazione del comune di Albino, in provincia di Bergamo.

## Geografia fisica

### Territorio

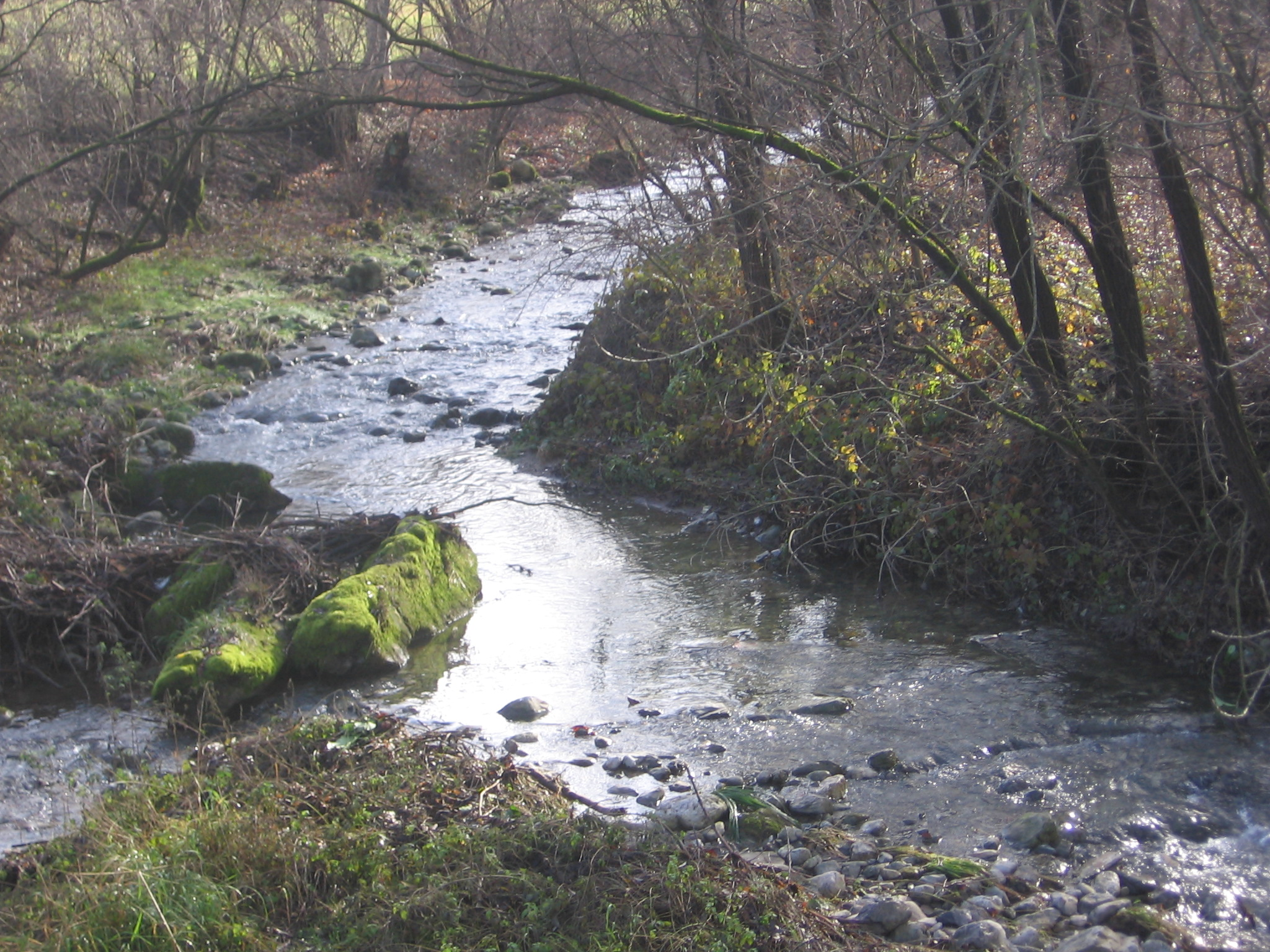
Il torrente Luio nella parte a valle del paese

Il territorio della frazione si sviluppa sulle pendici del monte Misma, sul lato orografico sinistro della valle del Lujo, a sua volta tributaria da sinistra della val Seriana.
Il nucleo abitativo, caratterizzato completamente da ambiente montano e collinare, si suddivide in numerose contrade che mantengono ancora tracce della propria tradizione rurale.
Nella parte di fondovalle è delimitato dal corso del torrente Lujo, che divide Fiobbio da Vall'Alta, posta sull'opposto versante della valle in direzione nord-est.
Verso nord-ovest il territorio si estende fino alla località Pradella, dove è posta la chiesa della Santissima Trinità, spingendosi fino al corso del fiume Serio, tramite il quale confina con Desenzano al Serio.
A est a suddividere Fiobbio da Abbazia, è invece la piccola valle Mismasca, che si sviluppa da nord a sud sul monte Misma. Generalmente si tende inoltre a considerare il limite sud di Fiobbio con la sommità dello stesso monte che sovrasta la zona, sulla cui vetta convergono anche i territori comunali di Pradalunga e di Cenate Sopra, anche se il confine del comune ottocentesco era dato dal limite delle cascine abitate, mentre il sovrastante bosco era proprietà del Comune Maggiore di Albino.

## Storia

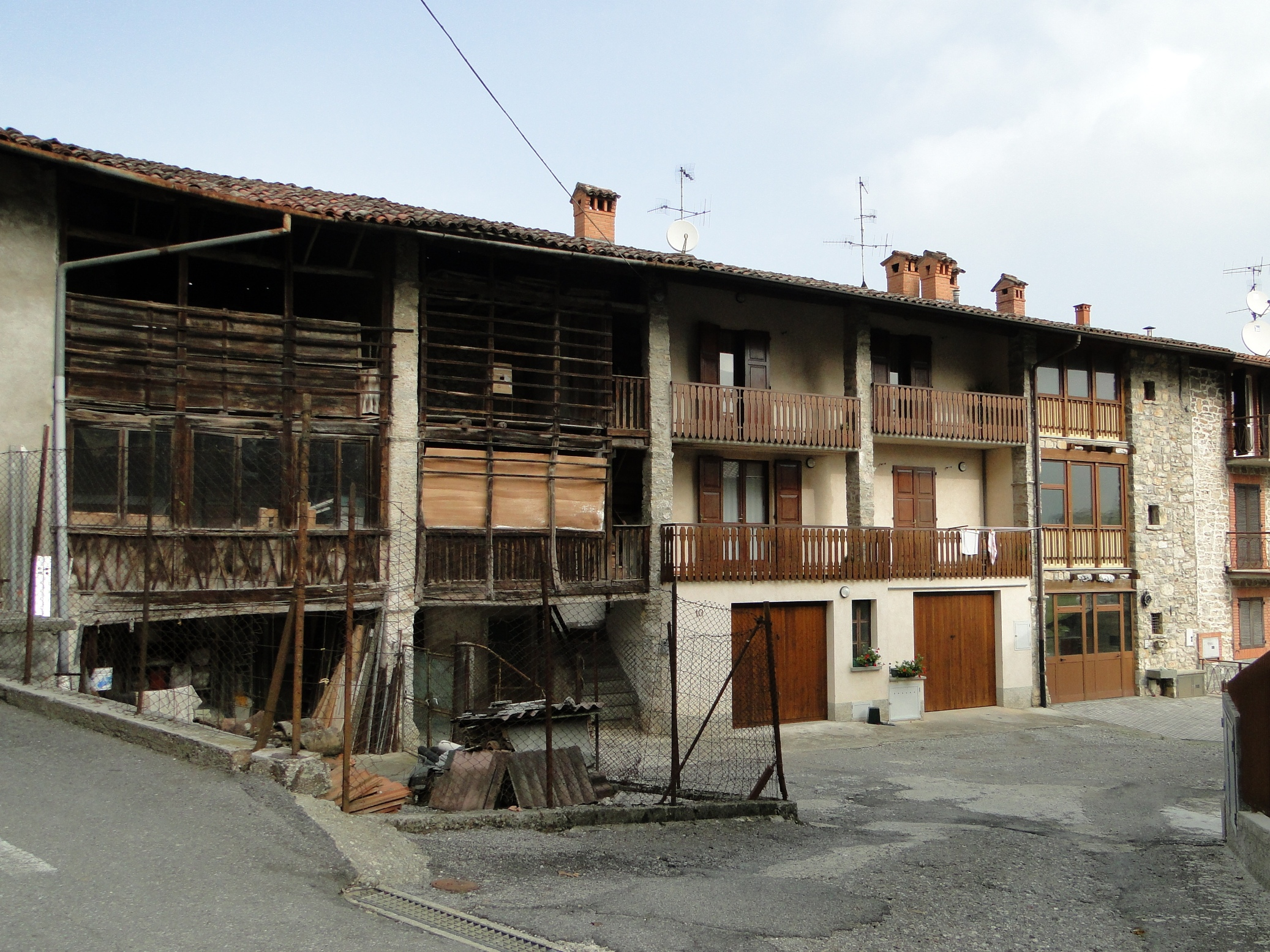
Rustico

La storia di Fiobbio comincia con la fondazione dell'abbazia benedettina, fondata da un gruppo di monaci che nel 1136 ricevette in gestione dal vescovo di Bergamo le terre poste sul lato sinistro della valle del Lujo nella parte più a monte.
Fino a quel momento non esistevano centri abitati, ma soltanto fuochi sparsi in quella che veniva descritta come zona ricoperta da boscaglia fitta e scura. Difatti nella cartina dei nuclei storici anteriori all'anno 1000, stilata da Elia Fornoni e riportata da Bortolo Belotti nella Storia di Bergamo e dei bergamaschi, non è fatta alcuna menzione di centri abitati in tutta la valle del Lujo, in epoca medievale identificata come Vall'Alta, per via della sua posizione elevata rispetto alla val Seriana.
Tra i piccoli nuclei abitati precedenti alla fondazione dell'abbazia vi era anche Grumello Roncarico. Questa località, etimologicamente indicante un'altura disboscata situata presso la cascina Remondi, viene menzionata quando Raimondo di Cene, capitano dell'omonimo comune, cercò di sottrarne il possesso al vescovo Ambrogio, in carica dal 1110 al 1133, quindi prima dell'arrivo dei monaci dell'abbazia.

Questi cominciarono a dissodare le terre e renderle coltivabili, attirando di conseguenza abitanti dai paesi limitrofi. A partire dalla seconda metà del XII secolo e nella prima parte del XIII cominciarono quindi a sorgere i primi piccoli nuclei abitati. Anche il toponimo dovrebbe risalire a quel periodo: l'origine dello stesso sarebbe da ricercare nella parola tardo-latina Flubulus, indicante un piccolo corso d'acqua, identificabile nel Lujo.
Per secoli fu contrada del Comune Maggiore di Albino, come indicato anche nella relazione del capitano della Serenissima Giovanni Da Lezze nel 1596.
Tuttavia nella popolazione si venne a creare un sentimento di risentimento nei confronti del capoluogo, con i malumori che sfociarono nella richiesta di separazione avanzata nel 1594, perorando la causa intrapresa dai “Poveri di Bondo”. Questo gruppo di persone, composto da operai, contadini, artigiani e negozianti, che quindi non disponeva di proprietà terriere, contestava la cattiva amministrazione albinese e la scorretta distribuzione dei carichi fiscali imposta dal capoluogo, che faceva derivare la maggior parte del carico fiscale dai dazi e non, come richiesto, dalle rendite derivanti dalle proprietà terriere.
L'autonomia fu quindi ottenuta il 6 luglio 1653 come “contrada esterna”, denominata “Fiobbio e Berlino uniti”, del Comune Maggiore di Albino. Lo status di contrada esterna diede tuttavia qualche problema di interpretazione dal momento che in documenti del XVIII secolo Fiobbio viene indicato talvolta come autonomo, talvolta come assoggettato amministrativamente ad Albino.
Nei primi anni dalla sua istituzione, nel comune si ebbero alcune difficoltà nel reperire persone che volessero ricoprire la carica di sindaco, dal momento che questa richiedeva troppe responsabilità e disponibilità finanziarie a garanzia.
I proventi delle tasse, come gran parte dei piccoli centri rurali, non derivavano dai dazi, ma da una taglia sulle proprietà terriere, come concordato direttamente con il Capitano della città di Bergamo. Difatti la Repubblica di Venezia tendeva a privilegiare maggiormente i piccoli centri rispetto a quelli più grandi, a causa dei continui tentativi di questi ultimi di emanciparsi e di autogestirsi.

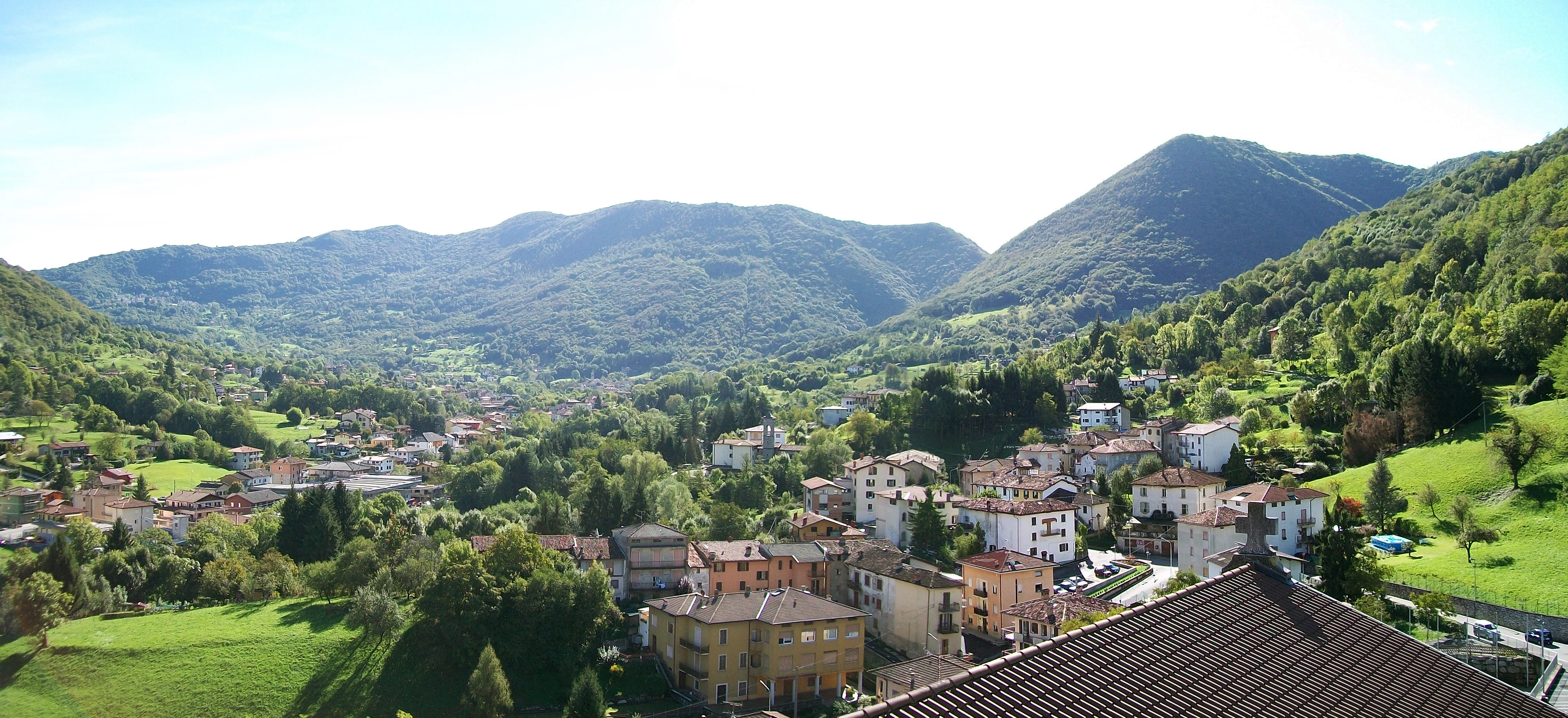
Vista di Fiobbio e della Valle del Lujo

Nel XVIII secolo Fiobbio era composto dalle contrade di Polona, Cadella, Grassi, Coter, Gatti, Fumiano, Lucchetti e Berlino. Quest'ultima, nel 1765, fu protagonista di una vertenza nei confronti delle altre, riguardo alla proprietà e alla gestione della chiesa di sant'Antonio, durante la quale si paventò il rischio di un'ulteriore scissione amministrativa, poi rientrata.
Nel 1797, in seguito al trattato di Campoformio, l'intera regione passò dalla Serenissima alla napoleonica Repubblica Cisalpina che riorganizzò il territorio, unendo nuovamente Fiobbio ad Albino.
Questa volta l'unione ebbe vita breve dal momento che già nel 1805 Fiobbio ottenne nuovamente la propria autonomia amministrativa, revocata nel 1809 ma ripristinata nel 1816, complice il passaggio dell'intera regione al Regno Lombardo-Veneto.
La parola fine alla questione venne posta soltanto due anni più tardi, quando il paese venne aggregato definitivamente ad Albino.
Per contro, con decreto firmato il 19 maggio 1883, il paese riuscì ad ergersi a parrocchia indipendente, svincolandosi dalla Prepositurale di san Giuliano di Albino. In quegli anni (stima del 1889) risiedevano 515 abitanti, raddoppiati nel giro di 25 anni (1.050 nel 1916).
Nel XX secolo, oltre ad avere un progressivo abbandono delle tradizionali attività agricole, relegate a ruolo sempre più marginale, si verificò l'episodio che ha fatto conoscere il borgo di Fiobbio ben oltre i confini provinciali e regionali.
Il 4 aprile 1957 Pierina Morosini, una ragazza del paese, venne aggredita tornando a casa dopo il lavoro, nel corso di un tentativo di violenza, morendo due giorni più tardi all'ospedale di Bergamo a causa delle ferite riportate. L'integrità e la religiosità della ragazza fecero sì che nel 1975 venisse avviato l'iter per la beatificazione, avvenuta poi il 4 ottobre 1987.
I luoghi dove visse sono ora meta di pellegrinaggi da parte dei fedeli.

## Monumenti e luoghi d'interesse

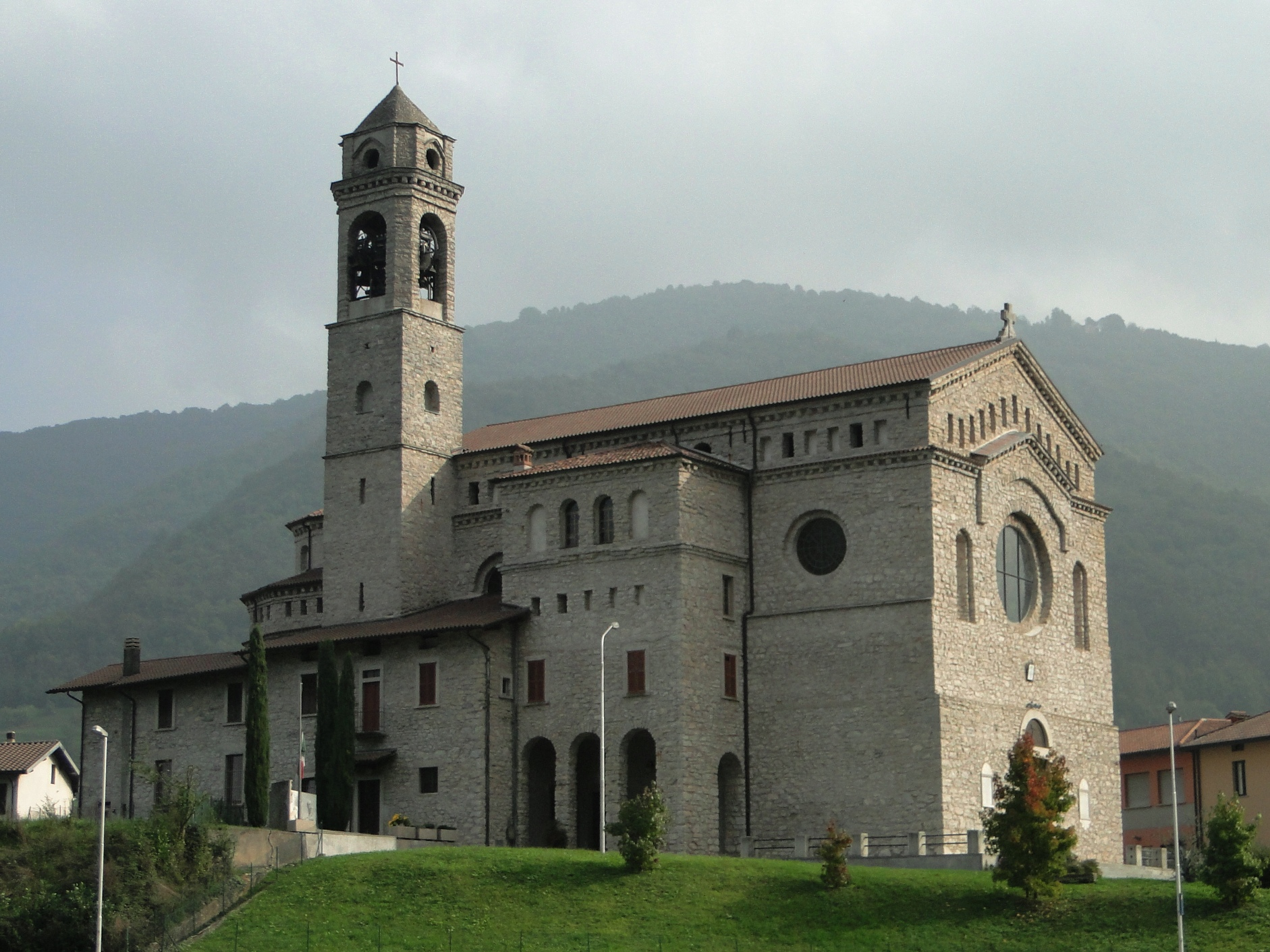
La nuova chiesa parrocchiale di sant’Antonio

Il territorio di Fiobbio presenta numerosi itinerari mediante i quali è possibile stare a contatto con la natura. Su tutti la traccia che, posta a sud dell'abitato, sale sul monte Misma raggiungendone la cima dopo aver toccato la località stalle di Cura. Oltre a questa vi sono numerosi altri sentieri minori che si intersecano tra i boschi limitrofi.

### Chiesa parrocchiale Sant'Antonio
Edificata su progetto dell'ingegnere Camillo Galizzi, la nuova chiesa parrocchiale dedicata a Sant'Antonio di Padova sostituisce dal 1924 la sussidiaria poi ceduta a privati nel 1952. A cavallo dei secoli XIX e XX a Fiobbio si registra un forte incremento demografico, nel 1889 la popolazione ammonta a 512 abitanti, nel 1916, in occasione della visita del vescovo di Bergamo Luigi Maria Marelli ne vengono censiti 1050. Tale situazione rende difficoltosa l'amministrazione religiosa della parrocchia, tanto che il parroco don Antonio Savoldi definisce la vecchia chiesa insufficiente ed indecorosa, riferendosi alla capacità di ospitare i fedeli.
Così, l'anno successivo, si chiede di poter realizzare una nuova chiesa, in quanto quella antica troppo piccola.
La prima pietra fu posata nel 1919 e fu consacrata il 27 settembre 1924 alla presenza del vescovo Marelli benché i lavori non fossero ancora completi, infatti la chiesa risultava priva di ornamenti e dipinti nonché del grande porticato che avrebbe completato la facciata ma che poi non fu mai costruito per ragioni economiche.

Custodisce nell'altare maggiore le reliquie di sant'Alessandro, patrono di Bergamo e san Pio, nonché il corpo di Pierina Morosini posto in un'urna-reliquiario esposta sotto l'altare principale. Successivamente alla consacrazione si eseguirono i lavori di arredo e decoro con dipinti all'intradosso del catino absidale e nella grande volta a botte che ricopre la navata. Successivamente alla dismissione della vecchia chiesa ormai in disuso, furono installate le cinque campane Pruneri datate 1906, il fonte battesimale, i due altari laterali dedicato alla Beata Vergine del Rosario (a sinistra) e a Sant'Antonio (a destra). 

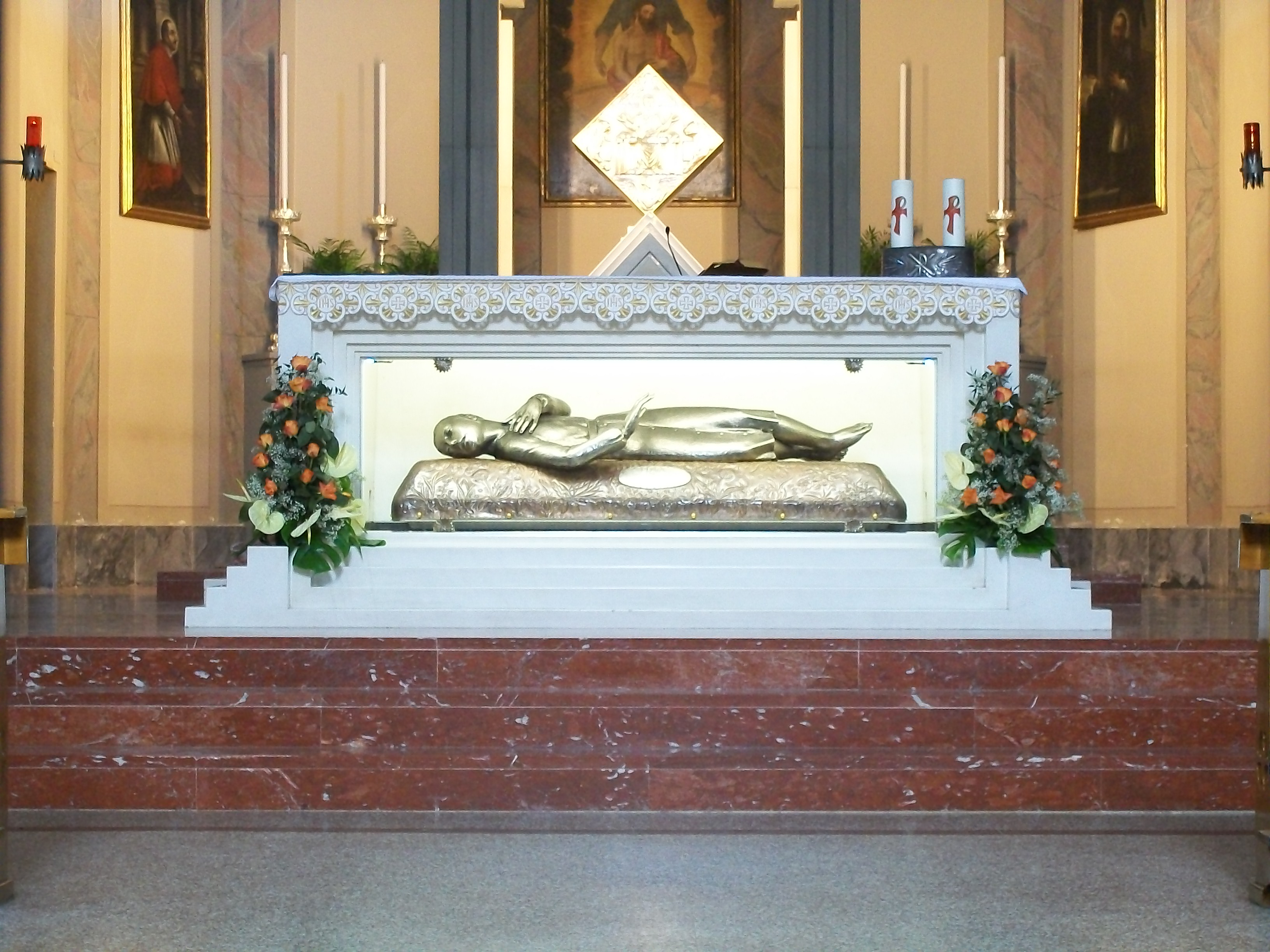
Altare maggiore, opera dell'architetto V. Sonzogni con l'urna della Beata Pierina Morosini

 Nel 1930, dopo un restauro, l'organo venne traslato dalla chiesa sussidiaria e installato nella nuova chiesa.
Durante la seconda guerra mondiale, in ottemperanza alle disposizioni del regime, per ragioni belliche le due campane maggiori furono disinstallate e fuse. Furono sostituite nel 1949 con due nuove campane identiche. Nel 1987 a seguito della beatificazione di Pierina Morosini, il presbiterio subì un restyling completo ad opera dell'architetto Vito Sonzogni, l'altare del tabernacolo venne sostituito da un baldacchino a pianta quadrata con colonne in cemento, le balaustre e la cantoria in legno risalente alla fine del XIX secolo furono eliminate così come i paramenti in legno dei muri laterali. L'altare venne realizzato utilizzando il sarcofago in marmo che era posto all'entrata della chiesa e che fino a quel momento conteneva le spoglie della beata.
Nel 1996 venne sostituita la vetrata del rosone centrale con una in stile Tiffany raffigurante Sant'Antonio, patrono della parrocchia, la beata Pierina Morosini a sinistra e il papa bergamasco Giovanni XXIII a destra.
Il 27 settembre 2012, nel XXV anniversario della beatificazione di Pierina Morosini la terza campana del concerto campanario (Sol), una Pruneri del 1906 ormai danneggiata da tempo, è stata sostituita con una nuova, fusa dalla ditta Allanconi di Crema. Sulla nuova campana trovano posto le effigi della beata alla quale la campana è dedicata, di papa Giovanni XXIII e di Santa Maria Goretti, figura importante nella vita di Pierina Morosini. Sulla campana, secondo l'usanza trova posto una preghiera: Confirma nos in fide - confermaci nella fede - chiaro richiamo all'Anno della fede 2012-2013. È stata benedetta il 12 agosto 2012 da monsignor Arturo Bellini, già Direttore dell'Opera Barbarigo. Ha suonato per la prima volta la sera del 30 settembre 2012 alla presenza di monsignore Francesco Beschi, vescovo di Bergamo.

### Ex chiesa parrocchiale Sant'Antonio di Padova

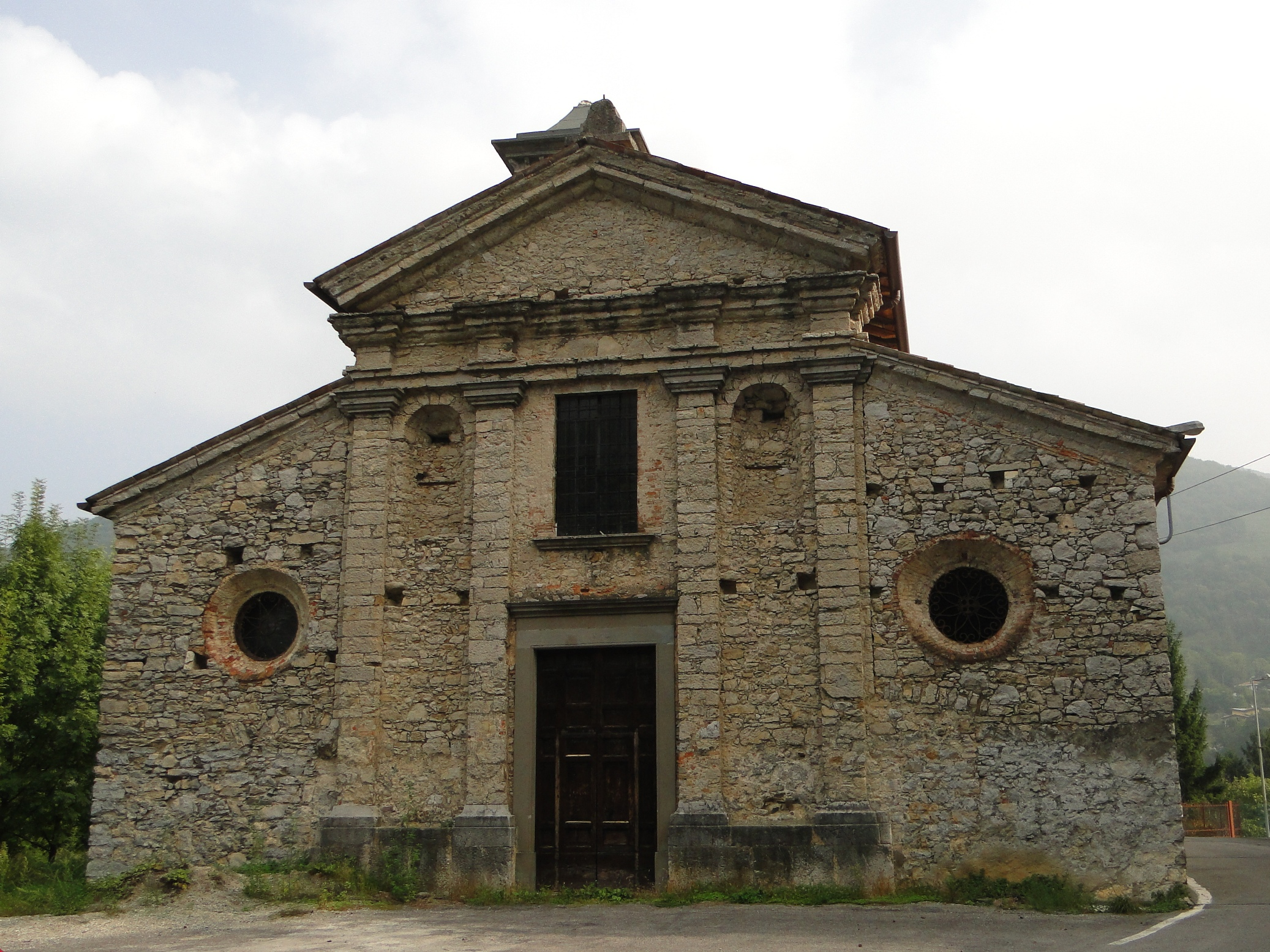
La vecchia chiesa di Sant’Antonio sconsacrata

Sempre per ciò che riguarda l'architettura religiosa è da segnalare la vecchia chiesa parrocchiale di Sant'Antonio di Padova, sconsacrata nella seconda metà del Novecento 
La chiesa serviva le contrade componenti il nucleo di Fiobbio: Coter (Cuter), Carrara (via San Benedetto), Gatti, Cadella, Grassi (via Grasse) e Fumiano (via Lucchetti sotto la parrocchia di Abbazia).
Non vi è certezza sull'anno di costruzione del primo nucleo ma la documentazione presente negli archivi della parrocchia di Albino, della parrocchia di Fiobbio e della curia Vescovile di Bergamo consente di collocare la sua costruzione nel 1680 circa.
La prima citazione storica è dovuta al parroco di Albino che dava alcuni particolari sulla nascita della chiesa:
Ha tenuissima entrata come che non è molto tempo che è stata fabbricata per comodo delli abitanti consistendo in scudi cinque fondati sopra un prato, et una casetta, et un capitale di circa L. 200, del pro dei quali si fanno celebrare tante messe.
Negli atti della visita pastorale alla parrocchia di Albino nell'anno 1700, il vescovo Ruzzini descrive così la chiesa:
Oratorium S. Antonij Patavini in contrata Fiobbij ultra Serium habet unum altare cum petra sacrata portatili, et suppedaneo unius gradus. Visitavit sacristiam et sacra suppellectiles ac etiam confessionale.
Negli atti della visita pastorale del vescovo Redetti nel 1738, si trova al riguardo solo la seguente citazione:
[…] all'oratorio di S. Antonio da Padova posto nella contrada di Fiobbio oltre Serio […] fornito di un solo altare dedicato al medesimo santo

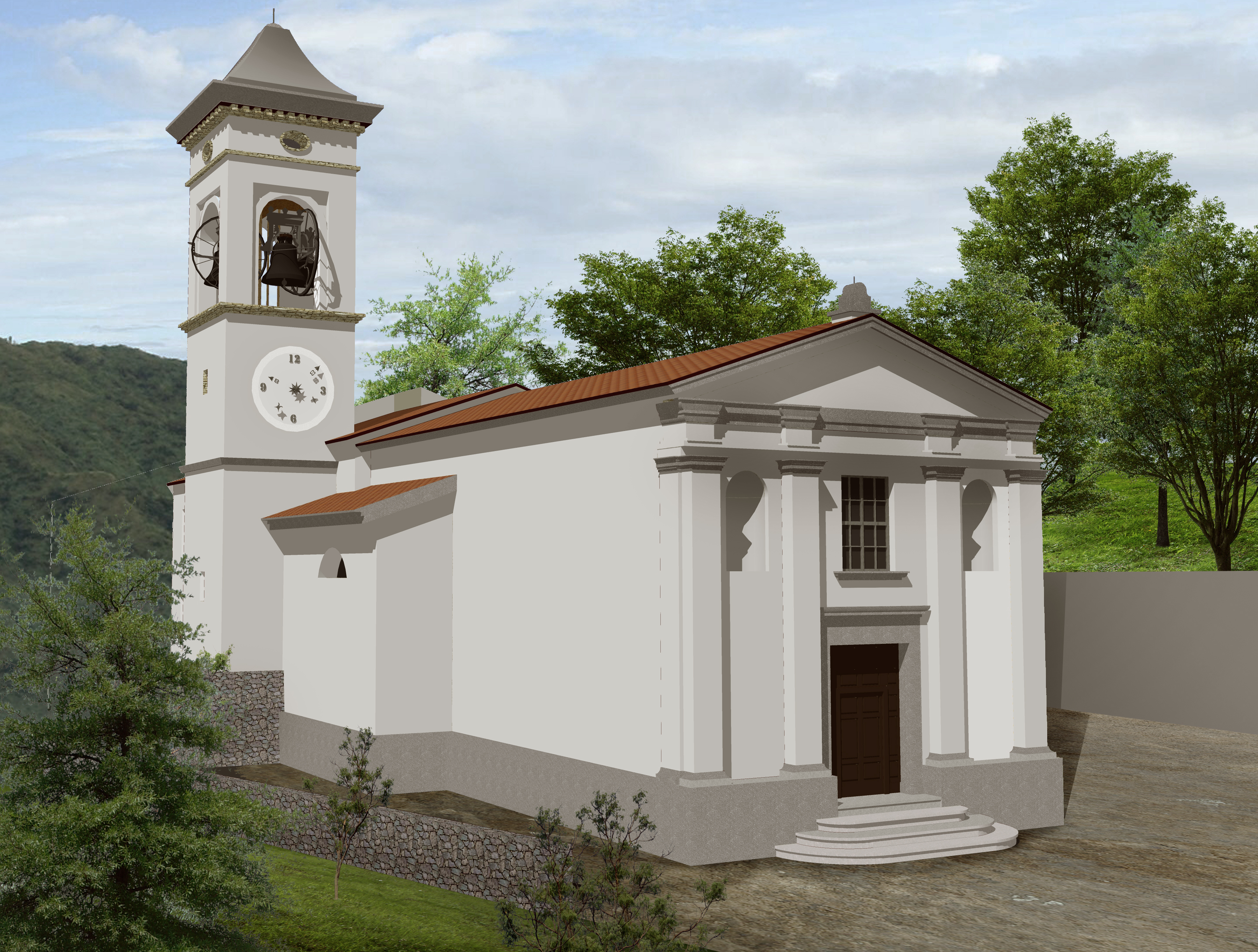
Ricostruzione grafica della chiesa prima dell'ampliamento del 1880

Il primo nucleo di essa risale al XVII secolo, periodo in cui la chiesa aveva una struttura ad una sola navata con richiami allo stile romanico. Questa venne ristrutturata ed ampliata in più riprese a partire dalla prima metà del XIX secolo. Infatti a metà dell'Ottocento, in occasione della visita pastorale del vescovo Pietro Luigi Speranza del 1861, il parroco di Albino, nella sua relazione dichiara che la chiesa è …di antica data, ampliata da pochi anni, struttura non cattiva.
All'estradosso della volta sopra la navata centrale, si è scoperto che nel lato interno della facciata principale si scorge la presenza di una facciata precedente e poi “ricoperta” sul fronte con quella nuova. Questa facciata, presumibilmente l'originale del Seicento, rimasta celata per anni, si presenta in stile romanico, completamente in pietra locale “di Abbazia” con tetto a capanna, una finestrella appena al di sotto delle falde ed un piccolo rosone centrale poi chiuso per la costruzione della volta a botte. Si presume quindi che l'ampliamento di cui parla il parroco di Albino nel 1861 sia riferito proprio alla costruzione della nuova facciata in stile barocco tendente al neoclassico con il conseguente innalzamento del tetto, la creazione della volta a botte e dell'ampliamento del presbiterio per rendere possibile la costruzione della cupola che presenta nel suo intradosso, dipinti della metà dell'Ottocento.
Negli ultimi decenni del XIX secolo, matura tra gli abitanti di Fiobbio l'idea che la chiesa di Sant'Antonio di Padova debba essere eretta in parrocchia autonoma.
Viene incaricato l'architetto Gioachino Picinelli da Brinzio, e successivamente a suo figlio, don Antonio Picinelli.
Il progetto consiste nell'aggiunta di due navate laterali, nell'abbassamento del pavimento interno e della corte esterna alla costruzione. 

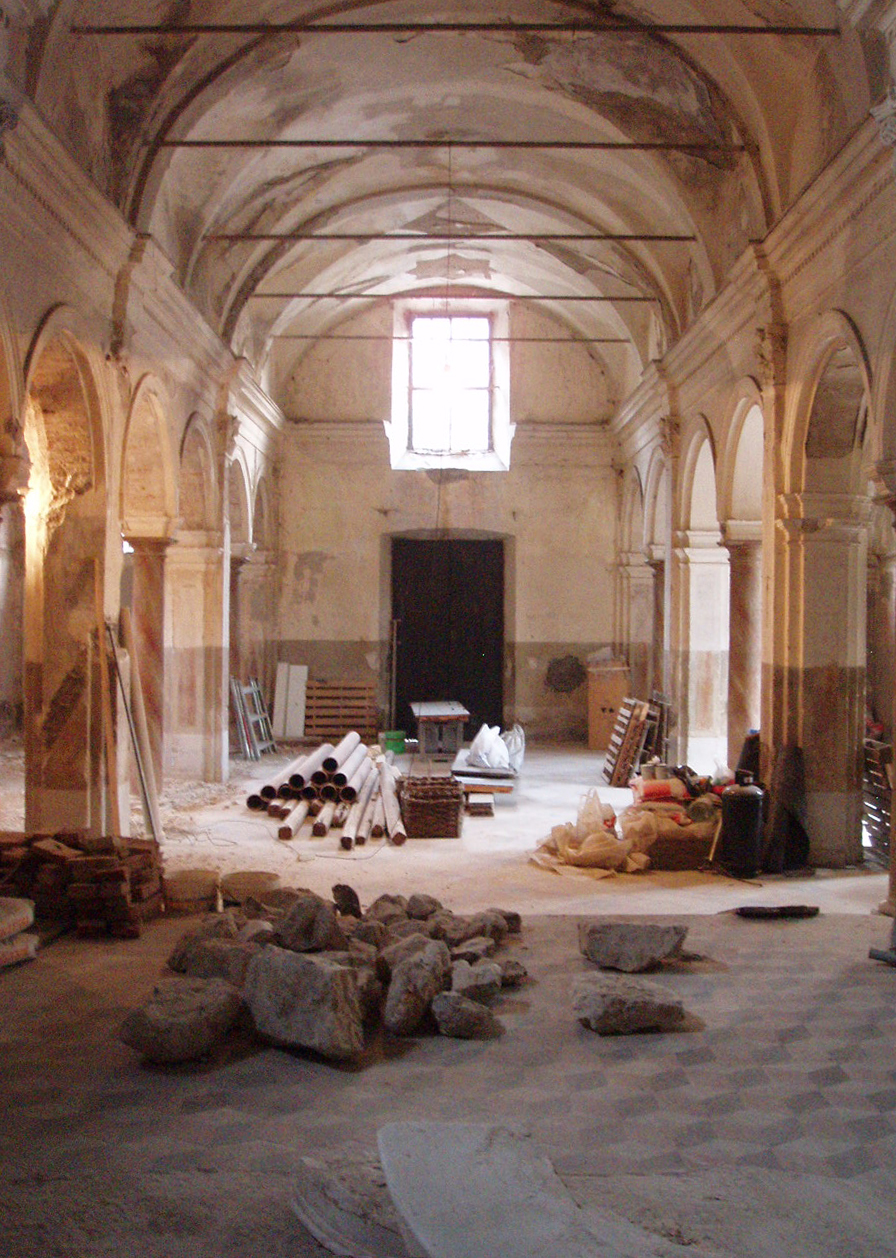
Interno della vecchia chiesa di Fiobbio.

Nel maggio 1881 il consiglio comunale di Albino approva la separazione della parrocchia di Fiobbio. Il parroco di Albino, con una lettera al vescovo del novembre 1882 esprime il suo consenso alla separazione. L'anno seguante si ottiene il decreto reale di assenso. Il vescovo Gaetano Camillo Guindani, con decreto datato 23 novembre 1883 dichiara eretta la parrocchia.
La crescita demografica della frazione fece considerare la chiesa troppo piccola e a partire dal 1924 venne sostituita dal nuovo edificio di culto. Nel 1952 il parroco don Antonio Savoldi firmò l'atto di vendita e dopo la sconsacrazione e la distruzione di tutti gli arredi sacri non traslabili, fra i quali l'altare maggiore, l'edificio passò di proprietà a privati.

### Chiesa della Santissima Trinità

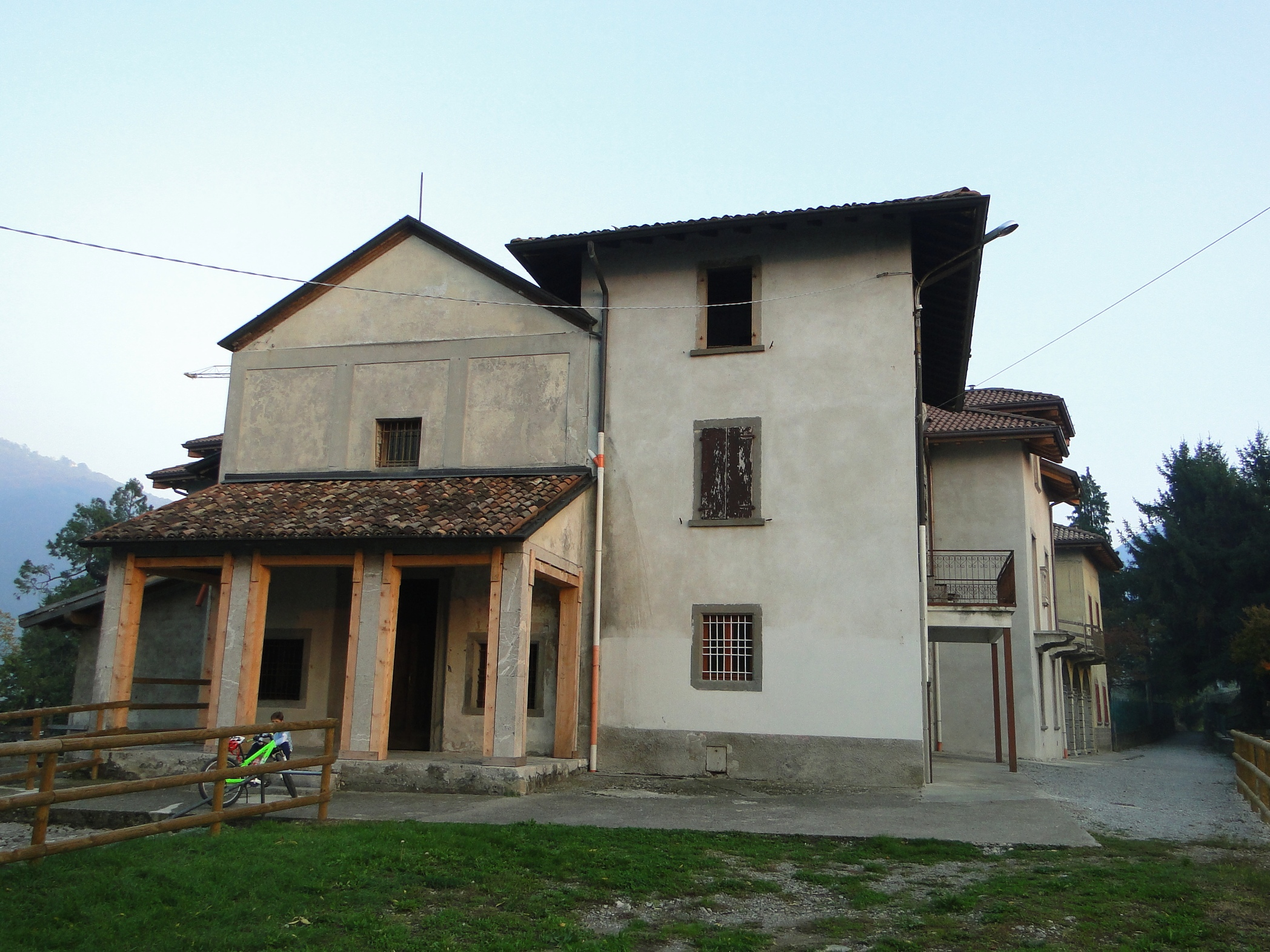
La chiesetta della Santissima Trinità, posta ai confini della frazione

Ai limiti meridionali del territorio si trova anche la chiesetta della Santissima Trinità che, risalente al XV secolo, è considerata la prima chiesa della piccola frazione anche se non autonoma ma sotto il controllo della prepositurale di Albino. L'affresco della Trinità che raffigura tre Cristi identici, con la mano destra nell'atto di benedire, e nella sinistra il libro delle scritture, ricorda quello simile presente nella basilica di Santa Maria Maggiore in Bergamo, opera del Maestro dell'Albero della Vita realizzato nella prima metà del Trecento, questo a conferma del periodo di costruzione della chiesa.
Il parroco di Fiobbio agli inizi del XVIII secolo in una lettera al conte Vincenzo Spini, nobile di Bergamo, cita l'esistenza della chiesa come unica per gli abitanti del luogo:
Nelle cinque contrade di Fiobbio anticamente non v'era che una piccola trebulina per divozione di que' abitanti e passeggieri in quelle parti, e se le famiglie delle suddette contrade volevano ascoltare la S. Messa, ricevere i SS. Sagramenti della confessione e comunione, essere istruiti nella dottrina christiana, o mandare a scuola la loro gioventù dovevano tutte portarsi all'antico oratorio della SS.ma Trinità situato sui più remoti principij della contrada di Berlino […]. In qual anno ciò fosse io precisamente nol so bene, che nella visita di sua eminenza Pietro Priuli 1700.

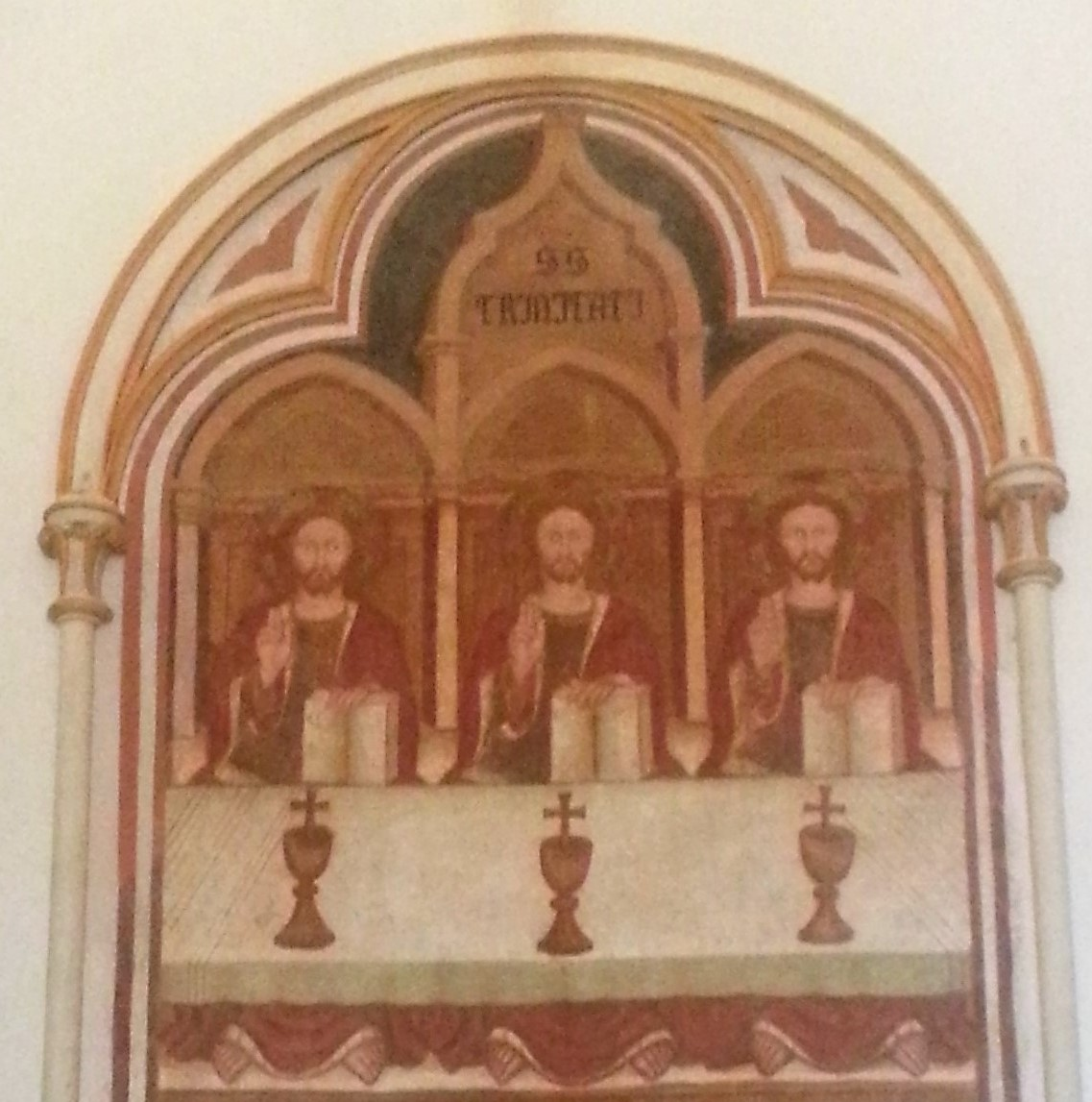
Affresco del santuario della Santissima Trinità Albino - Particolare

A lato della chiesa si trova un piccolo convento che fino alla metà degli anni Novanta del XX secolo ha ospitato una piccola comunità di religiose e un asilo infantile.
La chiesa si trova in posizione panoramica sulla media valle Seriana, è circondata da boschi e si può accedere anche da Albino grazie a una scalinata.
Custodisce al suo interno affreschi quattrocenteschi di scuola bergamasca, mentre la pala Santissima Trinità di Giovan Battista Moroni, dipinta per questa chiesa, è stata traslata presso la chiesa parrocchiale di Albino per motivi di sicurezza dopo il progressivo abbandono.
A giugno 2014, dopo anni di disuso, è stata riaperta al pubblico grazie alle opere di restauro approntate dalla Curia Vescovile di Bergamo in collaborazione con la Soprintendenza ai Beni Culturali.

### Luoghi della Beata Pierina Morosini

#### Il sentiero del martirio

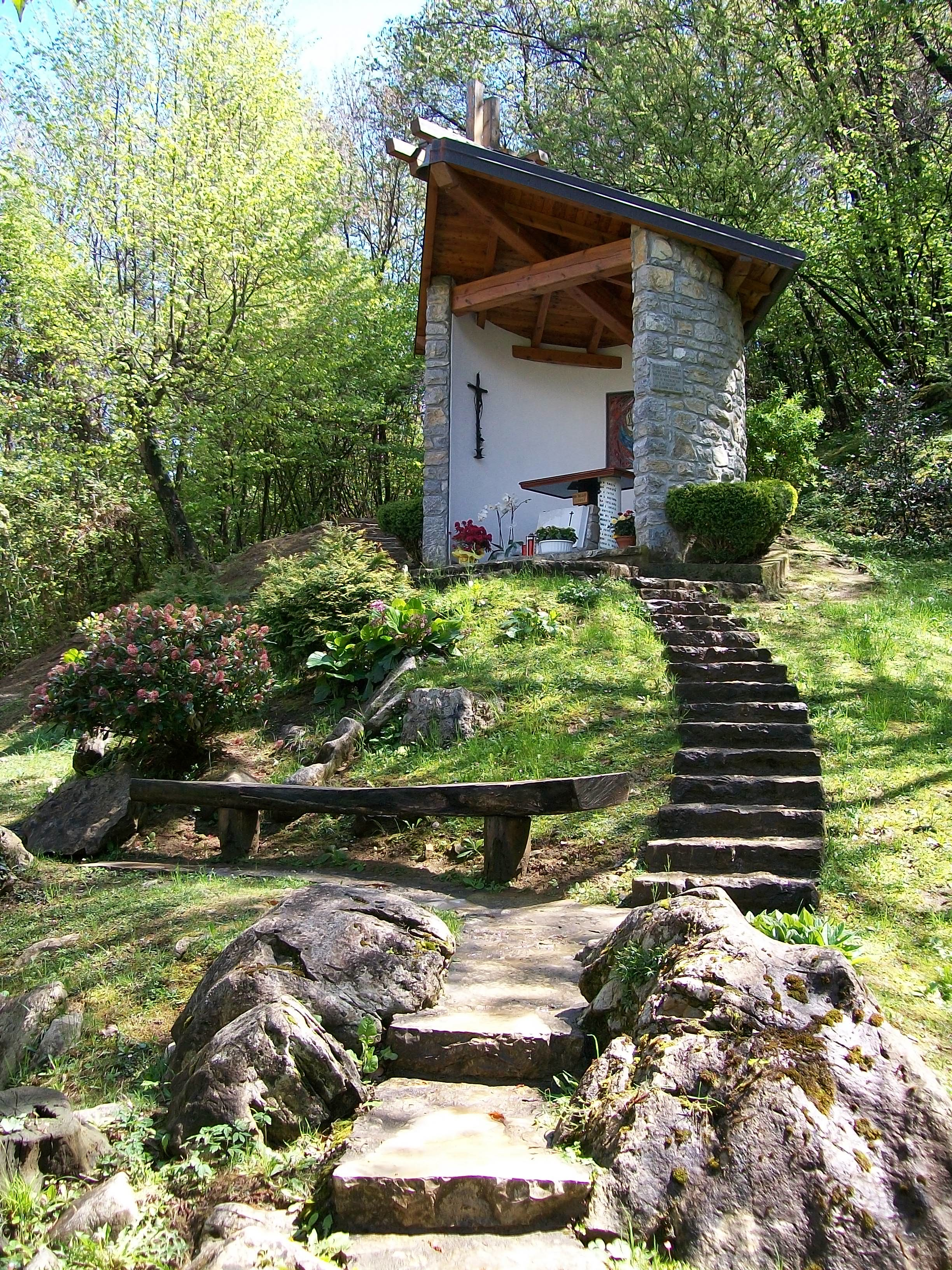
Luogo del martirio di Pierina Morosini

Oltre alla chiesa parrocchiale dove è conservato il corpo della beata e lo stendardo esposto nella Basilica di san Pietro il giorno della beatificazione, opera dell'artista bergamasco Angelo Capelli, un sentiero sul quale è stata posta una Via Crucis porta dalla frazione ai piedi del Monte Misma dove è stata eretta una cappella sul luogo del martirio dove è stato rinvenuto il corpo di Pierina Morosini poco dopo l'aggressione. Da qui, su un sentiero segnato si raggiunge la casa della beata e il centro di Albino.

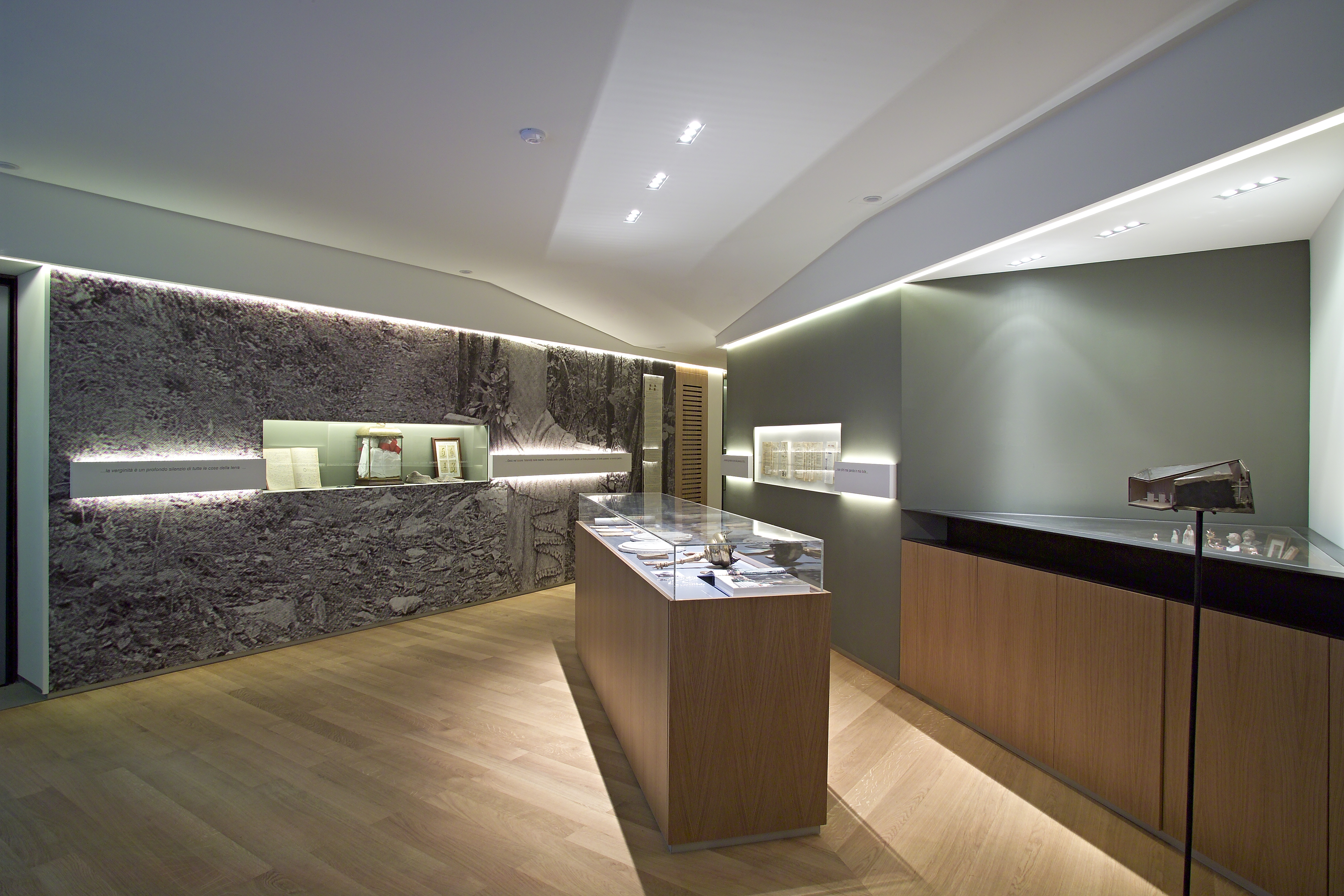
Museo Beata Pierina Morosini

#### Museo Beata Pierina Morosini
Tra le varie iniziative nate in occasione del 50º anniversario della morte e il 20° della beatificazione di Pierina, nel 2007 è stato inaugurato il nuovo museo, ideato e progettato dall'architetto bergamasco Edoardo Milesi.
Nel museo MBPM la breve vita di Pierina è raccontata lungo un percorso. Un cammino di fede legato ai suoi luoghi e agli eventi, lungo il quale il visitatore è guidato dalle frasi che Pierina amava appuntare sui suoi quaderni – quasi a prepararsi a un destino annunciato – riuscendo a percepire il suo distacco per le cose terrene desiderosa solo di seguire il percorso indicatole da Gesù e riservatole da Dio. Il percorso cronologico museale parte indifferentemente dalla sua vita quotidiana – ingresso dalla chiesa parrocchiale – o dalla sua morte terrena e si conclude in un luogo di luce. Il museo si trova al pian terreno della casa parrocchiale e vi si può accedere direttamente anche dalla chiesa. Vi sono conservati gli indumenti e gli oggetti quotidiani della beata, gli scritti e i documenti del processo di beatificazione e una sezione dedicata agli eventi intercorsi negli ultimi anni a ricordo della beatificazione come le tre staffette Roma-Fiobbio del Gruppo Beata Pierina Morosini nel 1997, nel 2007 e nel 2012.

## Infrastrutture e trasporti
Nella frazione sono attive due stazioni meteo gestite in collaborazione con il Centro Meteorologico Lombardo. Una di queste è in paese, l'altra sulla cima del Monte Misma in prossimità della croce di Sant'Antonio. 
Fiobbio ospita la Scuola dell'Infanzia Valle del Lujo - Beata Pierina Morosini.